# Расинг ФК Унион Люксембург
Расинг ФК Унион Люксембург (на люксембургски: Racing Football Club Union Lëtzebuerg) – люксембургски футболен клуб от столицата Люксембург, участващ в шампионата на Люксембург по футбол. Основан на 12 май 2005 година, след обединението на 3 клуба: Спора, Унион и Алиянс 01.

## История
- Шампионат на Люксембург по футбол
  -  Вицешампион (1): 2007/08
- Купа на Люксембург по футбол
  -  Носител (1): 2017/18

Като „Спора“:
- Шампионат на Люксембург по футбол
  -  Шампион (11): 1924/25, 1927/28, 1928/29, 1933/34, 1934/35, 1935/36, 1937/38, 1948/49, 1955/56, 1960/61, 1988/89
  -  Вицешампион (8): 1923/24, 1925/26, 1929/30, 1930/31, 1932/33, 1944/45, 1951/52, 1958/59, 1966/67, 1987/88
- Купа на Люксембург по футбол
  -  Носител (8): 1927/28, 1931/32, 1939/40, 1949/50, 1956/57, 1964/65, 1965/66, 1979/80
  -  Финалист (8): 1924/25, 1928/29, 1929/30, 1930/31, 1933/34, 1944/45, 1962/63, 1986/87

Като „Расинг Люксембург“:
- Шампионат на Люксембург по футбол
  -  Шампион (1): 1909/10
- Купа на Люксембург по футбол
  -  Носител (1): 1921/22

Като „Спортинг Люксембург“:
- Шампионат на Люксембург по футбол
  -  Шампион (2): 1910/11, 1918/19
  -  Вицешампион (3): 1911/12, 1913/14, 1915/16

Като „Унион Люксембург“:
- Шампионат на Люксембург по футбол
  -  Шампион (6): 1926/27, 1961/62, 1970/71, 1989/90, 1990/91, 1991/92
  -  Вицешампион (9): 1921/22, 1947/48, 1962/63, 1963/64, 1964/65, 1965/66, 1972/73, 1992/93, 1997/98
- Купа на Люксембург по футбол
  -  Носител (10): 1946/47, 1958/59, 1962/63, 1963/64, 1968/69, 1969/70, 1985/86, 1988/89, 1990/91, 1995/96
  -  Финалист (10): 1922/23, 1925/26, 1932/33, 1936/37, 1960/61, 1961/62, 1966/67, 1977/78, 1982/83, 1996/97

Като „ЮС Холерих Боневен Люксембург“:
- Шампионат на Люксембург по футбол
  -  Шампион (5): 1911/12, 1913/14, 1914/15, 1915/16, 1916/17
  -  Вицешампион (2): 1909/10, 1917/18

Като „Арис Боневен Люксембург“:
- Шампионат на Люксембург по футбол
  -  Шампион (3): 1963/64, 1965/66, 1971/72
  -  Вицешампион (1): 1970/71
- Купа на Люксембург по футбол
  -  Носител (1): 1966/67
  -  Финалист (5): 1963/64, 1967/68, 1971/72, 1975/76, 1978/79

## Участие в еврокупите
- 2008/09 – Предварителен кръг Купа на УЕФА –  Малмьо – 0:3, 1:7